# Криля Советов (Самара)
Криля Советов (на руски: Крылья Советов) е професионален руски футболен клуб от град Самара. Бронзов медалист от Шампионат на Русия 2004 г., нееднократен финалист на Купа на СССР и Купа на Русия. Самарци са единственият не столичен отбор, който е участвал във всички шампионати на Русия във Висшата лига на СССР, а след това в Премиер Лигата на Русия. През 2014 г. Криля Советов за първи път в историята си изпада от елита на Русия.
Бюджетът на отбора е 36 000 000 евро.

## Предишни имена
| Години                   | Име              |
| ------------------------ | ---------------- |
| 1942 – 1953 (Първи кръг) | „Крылья Советов“ |
| 1953 (Втори кръг)        | „Зенит“          |
| 1954 –                   | „Крылья Советов“ |

## Успехи
СССР

### Национални
- Клас А: (Висша лига)
  - 4-то място (1): 1951
- Клас Б: (Първа лига)
  -  Шампион (6): 1945, 1956, 1961, 1975, 1978, 2014/2015
- Купа на СССР:
- Финалист (2): 1952/53, 1963/64
- Шампионат на РСФСР:
  -  Шампион (3): 1961, 1983, 1991
  -  Трето място (2): 1984, 1986
- Приз на Всесъюзния Комитет:
  -  Трето място (1): 1952

### Неофициални
- Приз „Заплаха на авторитета“:
  -  Носител (1): 1976 (в)
- Купа на прогреса:
  -  Носител (1): 1976 (в)

 Русия

### Национални
- Руска Премиер Лига
  -  Трето място (1): 2004

- ФНЛ (2 ниво)
  -  Шампион (1): 2014/15

- Купа на Русия
  -   Финалист (2):2003/04, 2020/21

## Състав
Вратари:
82. Сергей Веремко
1. Давид Юрченко
92. Райс М'Боли 
Защитници:
2. Басел Абдулфатах
3. Дмитрий Молош
40. Сергей Шустиков
33. Горан Дрмич
46. Ибрахим Цангалов
?. Александър Хохлов
76. Ненад Джорджевич
8. Иван Таранов
52.Виктор Генев(под наем от Славия)
15. Сергей Пономаренко
83. Стив Джоузеф Ренет
Халфове:
7. Антон Бобер
10. Сергей Кузнецов
14. Юри Кирилов
20. Владимир Приймнов
84. Роман Воробьов
88. Михаил Кузмин
5. Огнен Короман
17. Денис Ковба
88. Хуан Карлос Ескобар
53. Антон Соснин
Нападатели:
9. Евгений Савин
11. Игор Стрелков
80. Драган Елич
77. Нейц Печник
23.Димитър Макриев
91. Павел Яковлев (под наем от Спартак Москва)

## Известни футболисти
- Денис Колодин
- Андрей Канчелскис
- Александър Анюков
- Владислав Радимов
- Александър Бородюк
- Сергей Игнашевич
- Андрей Каряка
- Ян Колер
- Иржи Ярошик
- Рожерио Гаучо
- Омониго Темиле
- Едуардо Лобос
- Лейлтон Сантос
- Антон Бобер

## Български футболисти
- Теньо Минчев: 1998 - (33 мача - 0 гола)
- Виктор Генев: 2011 (наем) - (4 мача - 0 гола)
- Димитър Макриев: 2011 - (5 мача - 0 гола)